# Starkville (Mississippi)
Starkville è una città (city) degli Stati Uniti d'America, capoluogo della contea di Oktibbeha, nello Stato del Mississippi.